# Фиксаж
Фиксажът е понятие от фотографията. Фиксажът е компонент използван в процеса при превръщането на непроявени сребърни халогениди във водоразтворими съединения. Във френски език това понятие е fixateur, fixage, което е възприето от латински fixus – здрав, закрепен. В този смисъл разтворът на фиксажа е предназначен за стабилизиране и трайно закрепване на фотографическото изображение на фотолента, хартия или друг носител.

## Фиксирането като процес
При заснемането на фотографски филм се получава негативен образ. Така колкото един заснет обект е по-тъмен, толкова по-прозрачен и по-просветлим при копиране ще бъде неговия негативен образ. След проявяване на фотофилма в емулсията му остават големи количества сребърен халогенид, които са все още светочувствителни и непрозрачни. Те трябва да се отделят както от фотофилма, така и от позитивните фотографски копия върху фотохартията. С това процесът на фиксиране на фотографическия образ върху негатива и хартията е процес, при който непроявените частици сребърен халогенид (неосветените и при филма и при позитивното копие – фотографската снимка), се превръщат във водоразтворими съединения от разтвора наричан фиксаж. Фиксирането трябва да се провежда така, че водоразтворимите соли да се извлекат от емулсията. Това е възможно когато разтвора е богат на тиосулфат, а процеса на фиксиране като време е достатъчен, за да се образуват разтворимите сребърно-тиосулфатни комплекси. След фиксирането следва обилно измиване с вода.

## Състав на фиксажа
Фиксажът се закупува като готов воден разтвор или като набор от разтворими кристални вещества. В редки случаи се използва такъв под формата на гел. Веществата използвани във фиксиращите разтвори имат свойствата:
- да разтварят сребърните халогениди. За целта се използват натриев, калиев или амониев тиосулфат;
- да подсигуряват рН на фиксажа. Използват се подкиселяващи или алкализиращи вещества. Те определят киселия, алкалния или неутралния характер на разтвора;
- да задъбват желатина и да увеличават механичната здравина на емулсионните слоеве. Осъществява се от задъбващи вещества в състава на задъбващите фиксажи;
- да съхраняват разтвора. Използват се вещества като сулфити, бисулфити и метабисулфити.

## Видове фиксажи
- Обикновени (прости) фиксажи. Този фиксаж съдържа само натриев тиосулфат с концентрация от 150 до 350 g/l (Na2S2O3.5H2O). Бързо се окислява. Има pH 8 – 9 и изисква употребата на кисела прекъсваща баня и междинно измиване. Този фиксаж се използва в цветната фотография, замърсен с проявител е нетраен.
- Кисели фиксажи. Съдържат натриев тиосулфат и слаби кисели вещества (слаби киселини – оцетна, борна, лимонена или бисулфити, метабисулфити). Имат рН 4,2 -5,0. Присъствието на сулфитни йони предпазва тиосулфата от окисление. Кисели фиксажи се използват в рентгеновата практика.
- Бързи фиксажи. Тези фиксажи са с амониев тиосулфат, който по-бързо разтваря сребърните халогениди. Поради неговата нетрайност се използва комбинацията от натриев тиосулфат и амониев хлорид. Пример за такъв бръз фиксаж е ORWO 304

- натриев тиосулат кристален – 200 g 

- амониев хлорид – 50 g 

- калиев метабисулфид – 20 g 

- вода до 1 l. 

Характерното за фиксажите с амониеви соли е, че са кисели или по-рядко неутрали, но никога алкални, тъй като амониевите соли се разлагат с отделяне на амоняк.
- Задъбващи фиксажи. Използват се при слабозадъбени емулсии или при обработка при повишена температура. Задъбването става със стипца. Със задъбването се намалява поглъщането на вода и набъбването на желатина, което подобрява механичната здравина на емулсията.

## Измиване
Измиването е процес, при който се извличат останалите след фиксиране тиосулфати и тиосулфатни соли. Извършва се с вода. Не трябва да се използват води замърсени с твърди частици или много меки води. Различните филми и хартии се измиват за различно време и това се определя от съдържанието на сребърни халогениди, дебелината и задъбеността на емулсията, дебелината на хартиената подложка и др. За ускоряване на този процес може да се използват и химични методи. Върху скоростта на този процес влияе температурата на водата. Вода с температура под 12 °С изисква дълго време за измиване. При температура над 20 – 25 °С, набъбването на емулсионния слой е голямо.

## Извличане на сребро от отработени фиксажни разтвори
Икономически изгодно е извличането на среброто от вече замърсени и негодни за използване фиксажни разтвори. В тях остава около 2/3 от среброто в обработените фотоматериали. Среброто се извлича с няколко начина:
- чрез електролиза;
- с използването на галванични методи;
- с използването на метали (цинк, желязо, мед, алуминий), където металите изместват сребърните йони от комплексните соли на фиксажа, превръщат го в сребро, а те се превръщат в йони, които се разтварят.
- чрез химическо утаяване. Осъществява като се смесят основа и изтощен проявител.